# Palau Legislatiu de San Lázaro

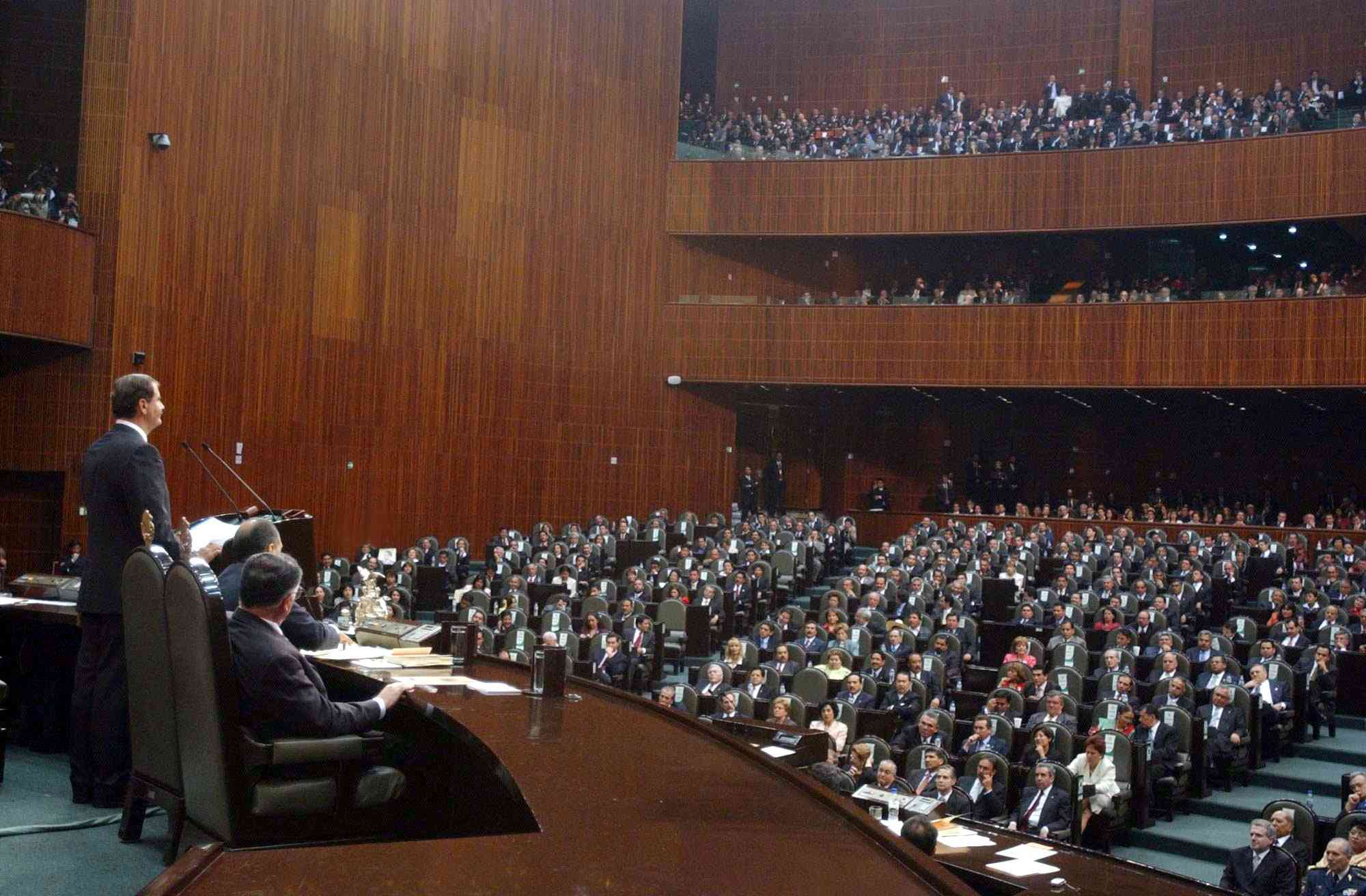
Sessió conjunta del Congrés de la Unió al Palau Legislatiu de San Lázaro

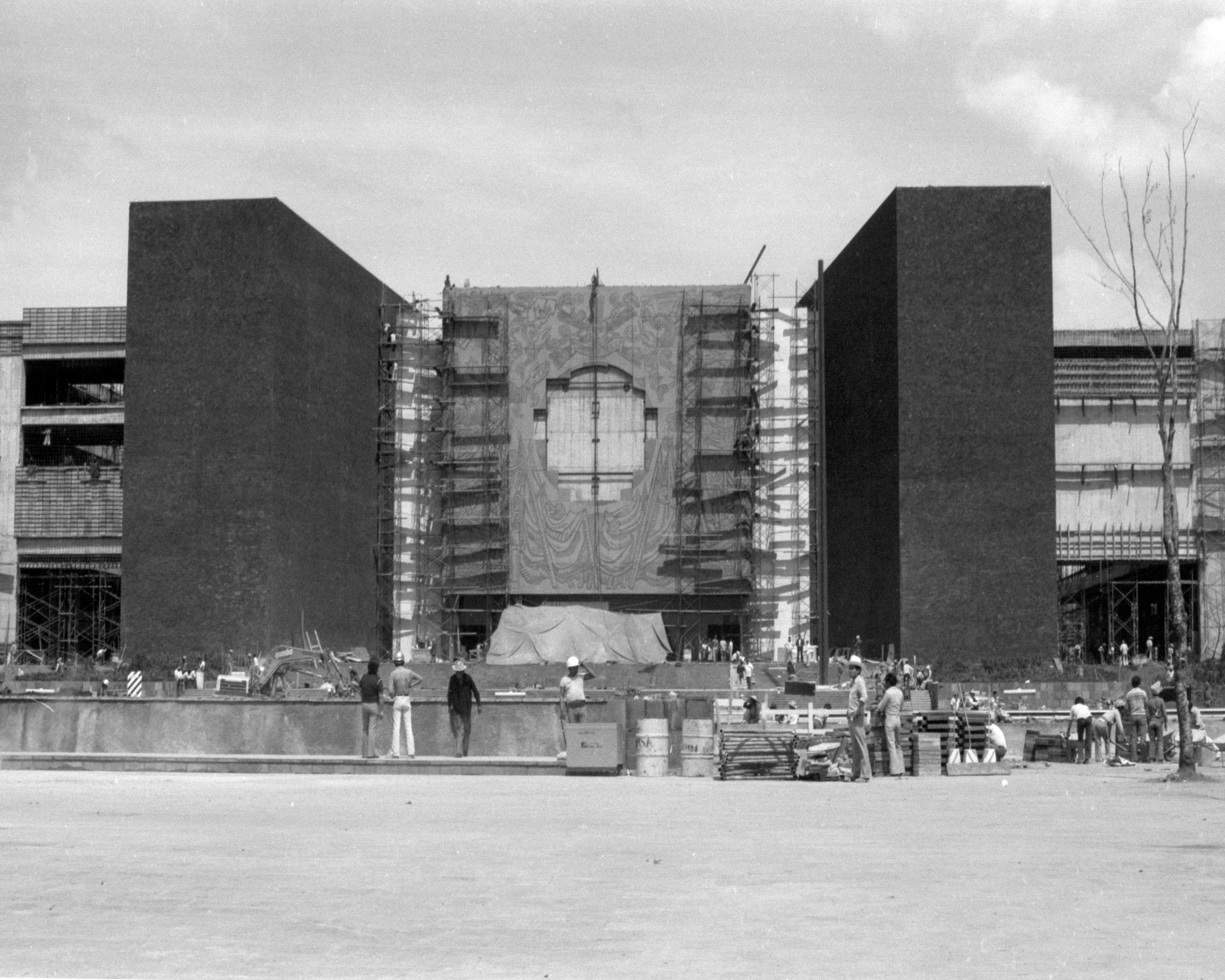
Construcción del palau, 1981.

El Palau Legislatiu de San Lázaro és la seu del Cambra de Diputats de Mèxic, i quan hi ha sessió conjunta amb el Senat, del Congrés de la Unió. És situat a la delegació Venustiano Carranza de la ciutat de Mèxic. Fou construït sobre l'antiga estació de ferrocarrils de San Lázaro, per mandat del president José López Portillo després de la reforma política de 1977 que elevà el nombre d'escons de la Cambra de Diputats de 186 a 400 i per la qual cosa l'antic Palau Legislatiu de Donceles era insuficient. El recinte fou inaugurat l'1 de setembre de 1981.